# Acropyga jiangxiensis
Acropyga jiangxiensis är en myrart som beskrevs av Wang och Wu 1992. Acropyga jiangxiensis ingår i släktet Acropyga och familjen myror. Inga underarter finns listade i Catalogue of Life.